# Lisa Ryder
Lisa Ryder (* 26. Oktober 1970 in Edmonton, Alberta) ist eine kanadische Schauspielerin.

## Leben und Karriere
Lisa Ryder wurde vor allem durch die US-kanadische-Fernsehserie Andromeda bekannt, in der sie die Beka Valentine spielte.
Ryder war ab 2005 mit dem Schauspielkollegen Ari Cohen verheiratet, mit dem sie zwei Kinder hat. Mittlerweile ist die Ehe geschieden.

## Filmografie (Auswahl)
- 1995–1996: Nick Knight – Der Vampircop (Forever Knight, Fernsehserie, 23 Episoden)
- 1996: The Newsroom (Fernsehserie, 4 Episoden)
- 1997: Mission Erde – Sie sind unter uns (Earth: Final Conflict, Fernsehserie, 2 Episoden)
- 1997: PSI Factor – Es geschieht jeden Tag (PSI Factor – Chronicles of the Paranormal, Fernsehserie, 1 Episode)
- 1998: Stolen Heart – Späte Rache (Stolen Heart)
- 2000–2005: Andromeda (Fernsehserie, 109 Episoden)
- 2001: Jason X
- 2005: Secret Lives (Fernsehfilm)
- 2012: Secrets of Eden (Fernsehfilm)
- 2012: Heartland – Paradies für Pferde (Heartland, Fernsehserie, 1 Episode)
- 2013: Cracked (Fernsehserie, 1 Episode)
- 2014: Remedy (Fernsehserie, 3 Episoden)
- 2015: Killjoys (Fernsehserie, 1 Episode)
- 2017: The Strain (Fernsehserie, 2 Episoden)
- 2017: Mary Kills People (Fernsehserie, 1 Episode)
- 2020: Endlings (Fernsehserie, 11 Episoden)
- 2022–2023: From (Fernsehserie, 4 Episoden)